# Transiturus de hoc mundo
Transiturus de hoc mundo ad Patrem (titolo latino, in italiano "Quando stava per passare da questo mondo al Padre") è la bolla con cui, l'11 agosto 1264, da Orvieto, papa Urbano IV istituì la solennità del Corpus Domini come festa di precetto e la estese a tutta la Chiesa, fissandola al giovedì dopo l'ottava della Pentecoste.
La bolla rievoca con discrezione anche le esperienze mistiche di santa Giuliana di Cornillon, alla quale Gesù avrebbe dato l'incarico, in una rivelazione privata, di adoperarsi per l'istituzione di una festa dell'Eucaristia.